# Station Czechowo
Station Czechowo is een spoorwegstation in de Poolse plaats Czechowo.